# 建部政和
建部 政和（たけべ まさより）は、江戸時代後期の大名。播磨国林田藩の第9代藩主。官位は従五位下・内匠頭。

## 略歴
第8代藩主・建部政醇の長男として誕生した。幼少から聡明であるとされた。
嘉永2年（1849年）2月（または4月）8日、父の隠居により家督を継いだ。嘉永3年12月16日、従五位下・内匠頭に叙任された。嘉永5年（1852年）、藩校敬業館の教授として漢詩人で儒学者の河野鉄兜を招き、鉄兜より尊皇攘夷を説かれる。安政3年（1857年）2月20日、大番頭に就任する。文久3年（1863年）2月2日、大番頭として詰めていた二条城にて31歳で没した。跡を長男の政世が継いだ。墓所は京都府京都市北区紫野の大徳寺芳春院。

## 系譜
- 父：建部政醇（1795年 - 1875年）
- 母：不詳
- 正室：松平正義の娘
- 継室：朽木綱張の養女 - 朽木綱条の娘
- 生母不明の子女
  - 長男：建部政世（1855年 - 1877年）